# CD Celoricense
El CD Celoricense es un equipo de fútbol de Portugal que juega en el Campeonato de Portugal, la cuarta división nacional.

## Historia
Fue fundado el 1 de septiembre de 1931 en la ciudad de Celorico de Basto del distrito de Braga inscrito en la Federación Portuguesa de Fútbol con el número 258 y cuenta con secciones en categorías menores, femenil y veteranos.
Jugó en las ligas regionales de Braga hasta que en la temporada 2024/25 es campeón regional por primera vez y con ello logró el ascenso al Campeonato de Portugal por primera vez en su historia.

## Palmarés
- Liga Regional de Braga: 1

2024/25